# Parmelia, Western Australia
Parmelia är en del av en befolkad plats i Australien. Den ligger i kommunen Kwinana och delstaten Western Australia, omkring 34 kilometer söder om delstatshuvudstaden Perth. Antalet invånare är 5 953.
Runt Parmelia är det ganska tätbefolkat, med 139 invånare per kvadratkilometer.. Närmaste större samhälle är Rockingham, nära Parmelia. 
Trakten runt Parmelia består till största delen av jordbruksmark. Genomsnittlig årsnederbörd är 1 018 millimeter. Den regnigaste månaden är maj, med i genomsnitt 176 mm nederbörd, och den torraste är februari, med 9 mm nederbörd.